# Monksko
En monksko er en type herresko uden snørebånd, men som i stedet lukkes med et spænde eller strop. Den kendes også under det engelske navn monk strap, og er blevet kaldet den "mest avancerede" herresko. Monkskoene har typisk ét spænde men der findes også eksemplarer med to eller tre spænder.
Monkskoen har sit navn fordi spændelukningen minder om den, som munke bruger på deres sandal. Den er en moderat formel sko; den er mindre formel end oxfordsko men mere end derbysko. De bruges derfor både til jakkesæt og sportsjakke.
De er ofte med captoe, og er i sjældne tilfælde med brogue-mønster. Monksko fremstilles både i almindeligt læder, men er også populære i ruskind.